# شهرهای سه‌گانه (بریتیش کلمبیا)

شهرهای سه‌گانه در ونکوور بزرگ.

شهرهای سه‌گانه یا Tri-Cities گروه‌بندی رسمی سه شهر مجاور شامل کوکیتلام، پورت کوکیتلام و پورت مودی و حومه آن‌ها و دو روستا است که در شمال شرق ونکوور بزرگ در بریتیش کلمبیای کانادا واقع است.
در سال ۲۰۱۱ جمعیت ساکنان مجموعه این پنج منطقه مسکونی ۲۱۸٬۵۰۹ نفر بوده است.
| شهرداری       | نوع   | جمعیت   |
| ------------- | ----- | ------- |
| انمور         | روستا | ۲٬۰۹۲   |
| بلکارا        | روستا | ۶۴۴     |
| کوکیتلام      | شهر   | ۱۲۶٬۴۵۶ |
| پورت کوکیتلام | شهر   | ۵۶٬۳۴۲  |
| پورت مودی     | شهر   | ۳۲٬۹۷۵  |